# Kiran Mazumdar-Shaw
Kiran Mazumdar-Shaw (in gujarati કિરણ મઝુમદાર-શો; in kannaḍa ಕಿರಣ್ ಮಜುಮ್ದರ್ ಷ; Bangalore, 23 marzo 1953) è un'imprenditrice miliardaria indiana fondatrice e presidente esecutiva di Biocon Limited e Biocon Biologics Limited, società di biotecnologie con sede a Bangalore, ed ex presidente dell'Indian Institute of Management di Bangalore..
Nel 2014 è stata insignita della Medaglia d'Oro Othmer per gli eccezionali contributi al progresso della scienza e della chimica Era nella lista delle 50 migliori donne nel mondo degli affari del Financial Times del 2011.  Nel 2019 è stata inserita da Forbes al 68° posto nella lista delle donne più potenti del mondo. Nel 2020 è stata insignita del titolo di ''EY World Entrepreneur Of The Year 2020''. Nel 2024 occupa, secondo Forbes, il 91° posto tra le persone più ricche dell'India, con un patrimonio netto di 3,6 miliardi di dollari.

## Biografia
Kiran Mazumdar è nata il 23 marzo 1953 a Bangalore, nello stato del Karnataka, da genitori di lingua gujarati. Ha studiato alla Bishop Cotton Girl's High School di Bangalore, diplomandosi nel 1968. Ha poi frequentato il Mount Carmel College di Bangalore, un college femminile che offre corsi pre-universitari come affiliato dell'Università di Bangalore. Ha studiato biologia e zoologia, laureandosi in zoologia all'Università di Bangalore nel 1973. Mazumdar sperava di frequentare la facoltà di medicina, ma non riuscì a ottenere una borsa di studio. 
Suo padre, Rasendra Mazumdar, era il capo mastro birraio della United Breweries. Le suggerì di studiare scienza della fermentazione e di formarsi per diventare un mastro birraio, un campo non tradizionale per le donne.  Mazumdar è andata al Ballarat College, Università di Melbourne in Australia per studiare maltazione e produzione di birra. Nel 1974, è stata l'unica donna iscritta al corso di produzione della birra e la migliore della sua classe.  Ha conseguito il diploma di mastro birraio nel 1975.
Ha lavorato come apprendista birraio presso Carlton e United Breweries a Melbourne e come apprendista maltatore presso Barrett Brothers e Burston, sempre in Australia. Ha anche lavorato per un breve periodo come consulente tecnico presso Jupiter Breweries Limited, Calcutta e come responsabile tecnico presso Standard Maltings Corporation, Baroda tra il 1975 e il 1977. Tuttavia, quando ha indagato sulla possibilità di far carriera a Bangalore o Delhi, le è stato detto che non poteva essere assunta come mastro birraio in India perché "è un lavoro da uomini". Iniziò allora a cercare opportunità all'estero e le fu offerta una posizione in Scozia.

### Biocon

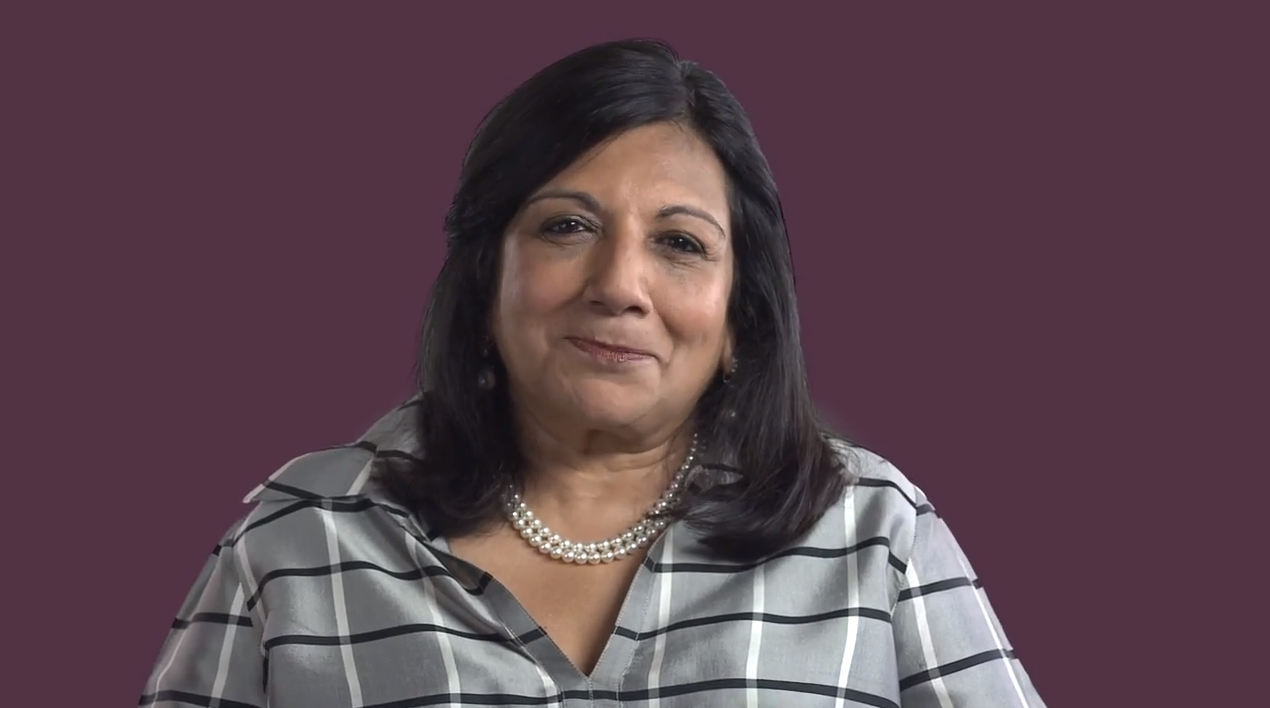
Kiran Mazumdar-Shaw: "Sono riuscita a fare le cose con molto buon senso, molta determinazione e molto coraggio sciocco", Women in Chemistry, Science History Institute

Prima che Mazumdar potesse trasferirsi, ha incontrato Leslie Auchincloss, il fondatore di Biocon Biochemicals Limited, di Cork, in Irlanda. L'azienda di Auchincloss produceva enzimi per l'uso nell'industria della birra, dell'imballaggio alimentare e tessile. Auchincloss era alla ricerca di un partner in India che lo aiutasse a creare una filiale indiana per fornirgli la papaina. Mazumdar accettò di intraprendere il lavoro a condizione che, se non avesse voluto continuare sei mesi dopo, le sarebbe stata assegnata una posizione di mastro birraio paragonabile a quella a cui stava rinunciando.

### A cominciare dagli enzimi
Dopo un breve periodo come manager tirocinante presso la Biocon Biochemicals Limited, di Cork, Irlanda, per conoscere meglio l'attività, Kiran Mazumdar Shaw è tornata in India. Ha avviato Biocon India nel 1978 nel garage della sua casa in affitto a Bangalore con un capitale iniziale di 10.000 rupie. Sebbene si trattasse di una joint venture, le leggi indiane limitavano la proprietà straniera a solo il 30% della società, il che significava che il 70% della società apparteneva a Kiran Mazumdar Shaw.
Inizialmente, ha dovuto affrontare problemi di credibilità a causa della sua giovane età, del suo genere e del suo modello di business non testato. Non è stata in grado di ottenere finanziamenti per la sua azienda nelle prime fasi dell'attività. Un incontro casuale con un banchiere a un evento sociale le ha finalmente permesso di ottenere il suo primo sostegno finanziario.  Ha anche avuto difficoltà a reclutare persone per lavorare per la sua start-up, il suo primo dipendente è stato un meccanico di garage in pensione e la sua prima unità è stata in un vicino capannone di 280 metri quadrati. L'attrezzatura più complicata del suo laboratorio a quel tempo era uno spettrofotometro. Inoltre, ha affrontato le sfide tecnologiche associate al tentativo di costruire un'azienda biotecnologica in un paese con scarse infrastrutture. In quel periodo energia ininterrotta, acqua di buona qualità, laboratori sterili, attrezzature di ricerca importate e lavoratori con competenze scientifiche avanzate non erano facilmente disponibili in India.
I progetti iniziali dell'azienda erano l'estrazione della papaina (un enzima della papaya utilizzato per intenerire la carne) e della colla di pesce (ottenuta dal pesce gatto tropicale e utilizzata per chiarificare la birra). Entro un anno dalla sua nascita, Biocon India è stata in grado di produrre enzimi ed esportarli negli Stati Uniti e in Europa, la prima azienda indiana a farlo. Alla fine del suo primo anno, Mazumdar ha usato i suoi guadagni per acquistare una proprietà di otto ettari con l'intenzione di espandersi in futuro.

### Espansione nel settore biofarmaceutico
Mazumdar ha guidato l'evoluzione di Biocon da azienda produttrice di enzimi industriali a azienda biofarmaceutica completamente integrata con un portafoglio di prodotti ben bilanciato e un focus di ricerca su diabete, oncologia e malattie autoimmuni. Ha anche fondato due filiali: Syngene (1994) che fornisce servizi di supporto alla ricerca e allo sviluppo precoce su base contrattuale e Clinigene (2000) che si concentra su sperimentazioni di ricerca clinica e sullo sviluppo di farmaci generici e nuovi. Clinigene è stata successivamente fusa con Syngene. Syngene è stata quotata su BSE/NSE nel 2015 e ha una capitalizzazione di mercato attuale di ₹ 23.000 crore.
Nel 1984, Kiran ha iniziato a sviluppare un team di ricerca e sviluppo presso Biocon, concentrandosi sulla scoperta di nuovi enzimi e sullo sviluppo di nuove tecniche per la tecnologia di fermentazione in substrato solido. La prima grande espansione dell'azienda avvenne nel 1987, quando Narayanan Vaghul di ICICI Ventures sostenne la creazione di un fondo di capitale di rischio di 250.000 dollari. Questo denaro ha permesso a Biocon di espandere i suoi sforzi di ricerca e sviluppo. Hanno costruito un nuovo impianto dotato di una tecnologia proprietaria di fermentazione a substrato solido basata su un processo di coltura in vassoio semi-automatizzato, ispirato alle tecniche giapponesi.  Nel 1989, Biocon divenne la prima azienda biotecnologica indiana a ricevere finanziamenti statunitensi per tecnologie proprietarie.
Nel 1990, Mazumdar ha incorporato Biocon Biopharmaceuticals Private Limited (BBLP) per produrre e commercializzare una gamma selezionata di bioterapici in una joint venture con il Centro cubano di immunologia molecolare.

### Innovazione accessibile
La convinzione di Mazumdar-Shaw nell'"innovazione accessibile" è sempre stata una filosofia alla base dell'espansione di Biocon. Ispirata dalla necessità di farmaci a prezzi accessibili nei paesi meno ricchi, ha cercato opportunità per sviluppare tecniche convenienti e alternative a basso costo. Ha anche proposto che le aziende farmaceutiche siano sensibili ai costi nel marketing nei paesi in via di sviluppo, in modo che le persone possano acquistare i farmaci di cui hanno bisogno, in particolare per le terapie croniche.
Mazumdar-Shaw ha visto presto il potenziale di mercato per le statine (farmaci che combattono il colesterolo). Quando nel 2001 è scaduto il brevetto per il farmaco ipocolesterolemizzante lovastatina, Biocon è stata coinvolta nel suo sviluppo. Poi l'azienda si è espansa in altre forme di statine. Parte della sua strategia consisteva nel stipulare contratti di fornitura a lungo termine, stabilendo nel tempo una base di mercato affidabile. Le statine rappresentarono presto oltre il 50% delle entrate dell'azienda. Le entrate della società sono aumentate da ₹ 70 crore nel 1998, a ₹ 500 crore nel 2004, quando è diventata pubblica.
Biocon continua ad espandersi in nuove aree. Le piattaforme di espressione del lievito offrono un'alternativa desiderabile alle colture cellulari di mammifero per la manipolazione genetica di cellule da utilizzare in una varietà di trattamenti farmacologici. I lieviti metilotrofici unicellulari, come la Pichia pastoris, sono utilizzati nella produzione di vaccini, frammenti di anticorpi, ormoni, citochine, proteine della matrice e biosimilari.
Le principali aree di ricerca di Biocon ora includono il cancro, il diabete e altre malattie autoimmuni come l'artrite reumatoide e la psoriasi. A causa dell'alta percentuale di persone in India che masticano betel o tabacco, l'India rappresenta l'86% dei tumori della bocca del mondo, noti localmente come "cancro alla guancia".
I biofarmaci sviluppati dall'azienda includono insulina umana ricombinante derivata da Pichia e analoghi dell'insulina per il diabete, un anticorpo monoclonale anti-EGFR per il cancro della testa e del collo e un farmaco biologico per la psoriasi. Biocon è il più grande produttore di insulina in Asia, e ha i più grandi impianti di produzione di anticorpi basati sull'infusione.
A partire dal 2014, Biocon ha diretto circa il 10% delle sue entrate in ricerca e sviluppo, una percentuale molto più alta rispetto alla maggior parte delle aziende farmaceutiche indiane. Biocon ha depositato almeno 950 domande di brevetto sulla base della sua attività di ricerca. Tra il 2005 e il 2010 Mazumdar-Shaw è rimasta attivamente impegnata in acquisizioni, partnership e licenze nei settori farmaceutico e biofarmaceutico, stipulando più di 2.200 licenze di ricerca e sviluppo di alto valore.

### Attività filantropiche
A Mazumdar-Shaw non piace il termine "filantropia", credendo che spesso fornisca soluzioni temporanee piuttosto che affrontare la causa principale. Preferisce il termine "capitalista compassionevole", credendo che i modelli di business applicati correttamente possano fornire una base continua per un progresso sociale sostenibile. Mazumdar una volta disse: "L'innovazione e il commercio sono strumenti potenti per creare progresso sociale quanto per guidare il progresso tecnologico. Quando vengono utilizzati per il progresso sociale, l'attuazione è molto più economica, molte più persone ne beneficiano e l'effetto è più duraturo". Nel 2015 ha aderito a The Giving Pledge, promettendo che almeno la metà del suo patrimonio sarà dedicato alla filantropia.
Nel 2004, Mazumdar-Shaw ha avviato un'ala di responsabilità sociale d'impresa presso Biocon, la Biocon Foundation. La Fondazione si concentra sulla salute, l'istruzione e le infrastrutture, soprattutto nelle aree rurali del Karnataka che mancano di strutture sanitarie.

## Vita privata
Nel 1998 ha sposato John Shaw, un manager scozzese espatriato che ha lavorato come amministratore delegato di Madura Coats Ltd. Il matrimonio è durato fino all'ottobre 2022 con la morte di lui.
Nell'ottobre 2021, il suo nome è stato menzionato nei Pandora Papers.
Kiran Mazumdar-Shaw è particolarmente impegnata a preservare il carattere storico di Bangalore, pur non avendo mai imparato la lingua locale Kannada, e sostiene la supremazia della lingua inglese. È una collezionista d'arte e ha scritto un libro (Ale and Arty) sulla produzione della birra, illustrato da noti artisti indiani.